# The Rugby Championship 2014
Navigation
The Rugby Championship 2013 The Rugby Championship 2015
Le Rugby Championship 2014 est une compétition de rugby à XV qui oppose les sélections d'Afrique du Sud (Springboks), d'Argentine (Pumas), d'Australie (Wallabies) et de Nouvelle-Zélande (All Blacks). Elle se dispute en douze rencontres du 16 août au 5 octobre 2014, sous la forme de matchs aller et retour. La Nouvelle-Zélande remporte ce tournoi de 2014 dès la cinquième journée, à la suite de son succès bonifié en Argentine, victoire avec bonus qui lui assure de ne pouvoir être rejoint par l'Afrique du Sud lors de la dernière levée. L'équipe d'Argentine, par ailleurs, remporte sa première victoire dans l'histoire de la compétition, en battant les Australiens 21 à 17 lors de la dernière journée, leur permettant d'éviter la cuillère de bois.

## Calendrier
| 16 août | ANZ Stadium, Sydney               | Australie      | 12 - 12 | Nouvelle-Zélande |
| 16 août | Loftus Versfeld Stadium, Pretoria | Afrique du Sud | 13 - 6  | Argentine        |

| 23 août | Eden Park, Auckland                     | Nouvelle-Zélande | 51 - 20 | Australie      |
| 23 août | Estadio Padre Ernesto Martearena, Salta | Argentine        | 31 - 33 | Afrique du Sud |

| 6 septembre | McLean Park, Napier      | Nouvelle-Zélande | 28 - 9  | Argentine      |
| 6 septembre | Patersons Stadium, Perth | Australie        | 24 - 23 | Afrique du Sud |

| 13 septembre | Westpac Stadium, Wellington    | Nouvelle-Zélande | 14 - 10 | Afrique du Sud |
| 13 septembre | Cbus Super Stadium, Gold Coast | Australie        | 32 - 25 | Argentine      |

| 27 septembre | Newlands Stadium, Le Cap             | Afrique du Sud | 28 - 10 | Australie        |
| 27 septembre | Estadio Ciudad de La Plata, La Plata | Argentine      | 13 - 34 | Nouvelle-Zélande |

| 4 octobre | Ellis Park Stadium, Johannesburg     | Afrique du Sud | 27 - 25 | Nouvelle-Zélande |
| 5 octobre | Estadio Malvinas Argentinas, Mendoza | Argentine      | 21 - 17 | Australie        |

## Classement
| Rang | Nation               | J | V | N | D | Bo | Bd | Pm  | Pe  | Diff | Pts |
| ---- | -------------------- | - | - | - | - | -- | -- | --- | --- | ---- | --- |
| 1    | Nouvelle-Zélande (T) | 6 | 4 | 1 | 1 | 3  | 1  | 164 | 91  | +73  | 22  |
| 2    | Afrique du Sud       | 6 | 4 | 0 | 2 | 1  | 2  | 134 | 110 | +24  | 19  |
| 3    | Australie            | 6 | 2 | 1 | 3 | 0  | 1  | 115 | 160 | -45  | 11  |
| 4    | Argentine            | 6 | 1 | 0 | 5 | 0  | 3  | 105 | 157 | -52  | 7   |

|  | Vainqueur de la compétition |
|  | T : tenant du titre 2013    |

## Acteurs de la compétition

### Joueurs
Cette liste énumère les effectifs des équipes participantes au Rugby Championship 2014. Durant la compétition, les entraîneurs ont la possibilité de faire des changements et de sélectionner de nouveaux joueurs pour des raisons tactiques ou à la suite de blessures.

#### Afrique du Sud
| Entraîneur | Entraîneur             | Heyneke Meyer                                                                                |
| Avants     | Pilier                 | Jannie du Plessis, Tendai Mtawarira, Trevor Nyakane, Gurthrö Steenkamp, Marcel van der Merwe |
| Avants     | Talonneur              | Bismarck du Plessis, Adriaan Strauss                                                         |
| Avants     | Deuxième ligne         | Bakkies Botha, Lood de Jager, Eben Etzebeth, Victor Matfield                                 |
| Avants     | Troisième ligne aile   | Schalk Burger, Marcell Coetzee, Francois Louw, Oupa Mohojé                                   |
| Avants     | Troisième ligne centre | Duane Vermeulen                                                                              |
| Arrières   | Demi de mêlée          | Francois Hougaard, Ruan Pienaar, Cobus Reinach                                               |
| Arrières   | Demi d'ouverture       | Handré Pollard, Morné Steyn, Patrick Lambie                                                  |
| Arrières   | Centre                 | Damian de Allende, Jean de Villiers (cap.), Jan Serfontein                                   |
| Arrières   | Ailier                 | Bryan Habana, Cornal Hendricks, JP Pietersen                                                 |
| Arrières   | Arrière                | Willie le Roux                                                                               |

#### Argentine
| Entraîneur | Entraîneur             | Daniel Hourcade                                                         |
| Avants     | Pilier                 | Marcos Ayerza, Nahuel Tetaz Chaparro, Ramiro Herrera, Bruno Postiglioni |
| Avants     | Talonneur              | Matias Cortese, Agustín Creevy (cap.)                                   |
| Avants     | Deuxième ligne         | Matías Alemanno, Mariano Galarza, Tomás Lavanini                        |
| Avants     | Troisième ligne aile   | Juan Martín Fernández Lobbe, Pablo Matera, Leonardo Senatore            |
| Avants     | Troisième ligne centre | Juan Manuel Leguizamón                                                  |
| Arrières   | Demi de mêlée          | Tomás Cubelli, Martín Landajo                                           |
| Arrières   | Demi d'ouverture       | Jerónimo de la Fuente, Nicolás Sánchez                                  |
| Arrières   | Centre                 | Marcelo Bosch, Santiago González Iglesias                               |
| Arrières   | Ailier                 | Horacio Agulla, Manuel Montero, Juan Imhoff                             |
| Arrières   | Arrière                | Lucas González Amorosino, Juan Martín Hernández, Joaquín Tuculet        |

#### Australie
| Entraîneur | Entraîneur             | Ewen McKenzie                                          |
| Avants     | Pilier                 | Ben Alexander, Pek Cowan, Sekope Kepu, James Slipper   |
| Avants     | Talonneur              | Nathan Charles, James Hanson                           |
| Avants     | Deuxième ligne         | Sam Carter, Rob Simmons                                |
| Avants     | Troisième ligne aile   | Scott Fardy, Scott Higginbotham, Michael Hooper (cap.) |
| Avants     | Troisième ligne centre | Wycliff Palu, Will Skelton                             |
| Arrières   | Demi de mêlée          | Nic White, Nick Phipps                                 |
| Arrières   | Demi d'ouverture       | Kurtley Beale, Bernard Foley, Matt Toomua              |
| Arrières   | Centre                 | Adam Ashley-Cooper, Rob Horne                          |
| Arrières   | Ailier                 | Tevita Kuridrani                                       |
| Arrières   | Arrière                | Israel Folau, Pat McCabe                               |

#### Nouvelle-Zélande
| Entraîneur | Entraîneur             | Steve Hansen                                                            |
| Avants     | Pilier                 | Wyatt Crockett, Charlie Faumuina, Ben Franks, Owen Franks, Joe Moody    |
| Avants     | Talonneur              | Dane Coles, Keven Mealamu                                               |
| Avants     | Deuxième ligne         | Brodie Retallick, Sam Whitelock                                         |
| Avants     | Troisième ligne aile   | Sam Cane, Jerome Kaino, Steven Luatua, Richie McCaw (cap.), Liam Messam |
| Avants     | Troisième ligne centre | Kieran Read                                                             |
| Arrières   | Demi de mêlée          | Aaron Smith                                                             |
| Arrières   | Demi d'ouverture       | Aaron Cruden, Beauden Barrett, TJ Perenara                              |
| Arrières   | Centre                 | Ryan Crotty, Malakai Fekitoa, Ma'a Nonu, Conrad Smith                   |
| Arrières   | Ailier                 | Cory Jane, Julian Savea                                                 |
| Arrières   | Arrière                | Ben Smith                                                               |

### Arbitres
Onze arbitres, dont sept Européens, sont désignés pour officier en tant qu'arbitres de champ au cours du tournoi. 
| FIRA-AER                                                                                                  | FORU                         | CAR                           |
| --- | ---------------------------- | ----------------------------- |
| - Wayne Barnes - George Clancy - Pascal Gaüzère - Jérôme Garcès - John Lacey - Nigel Owens - Romain Poite | - Glen Jackson - Steve Walsh | - Craig Joubert - Jaco Peyper |

## Première journée

### Australie - Nouvelle-Zélande
(mt : 3 – 9) 
Points marqués  : 
- Australie : 4 pénalités de Beale (12e, 45e, 56e, 70e)
- Nouvelle-Zélande : 4 pénalités de Cruden (4e, 17e, 22e, 60e)

Évolution du score : 0-3, 3-3, 3-6, 3-9, 6-9, 9-9, 9-12, 12-12
Arbitre :  Jaco Peyper
Résumé,
Les Australiens font match nul contre les Néo-Zélandais et les privent d'une dix-huitième victoire de rang, ce qui aurait été un record. Dans un match disputé sous la pluie et marqué par l'indiscipline des all blacks (deux carton jaunes : Wyatt Crockett et Beauden Barrett), les australiens parviennent à tirer leur épingle du jeu. Menés 3-9 à la mi-temps, ces derniers rattrapent leur retard au tableau d'affichage grâce à leur ouvreur Kurtley Beale. Les néo-zélandais restent donc sur une série de dix-sept victoires consécutives égalant ainsi leurs compatriotes version 1965-1969 et les Springboks de 1997-1998.  
| Australie · Titulaires · Israel Folau 15 · Pat McCabe 14 · Adam Ashley-Cooper 13 · Matt Toomua 12 · Rob Horne 11 · 70e Kurtley Beale 10 · 66e Nic White 9 · 70e Wycliff Palu 8 · (cap.) Michael Hooper 7 · 66e Scott Fardy 6 · Rob Simmons 5 · Sam Carter 4 · 78e Sekope Kepu 3 · Nathan Charles 2 · 70e James Slipper 1 · Remplaçants · James Hanson 16 · 70e Pekahou Cowan 17 · 78e Ben Alexander 18 · 70e Will Skelton 19 · 66e Scott Higginbotham 20 · 66e Nick Phipps 21 · 70e Bernard Foley 22 · Tevita Kuridrani 23 · Entraîneur · Ewen McKenzie |  |  |  | Nouvelle-Zélande · Titulaires · 15 Ben Smith · 14 Cory Jane · 13 Malakai Fekitoa · 12 Ma'a Nonu 57e · 11 Julian Savea · 10 Aaron Cruden 63e · 9 Aaron Smith · 8 Kieran Read · 7 Richie McCaw (cap.) 72e · 6 Jerome Kaino 38e 48e 69e · 5 Sam Whitelock · 4 Brodie Retallick · 3 Owen Franks 70e · 2 Dane Coles 52e · 1 Wyatt Crockett 38e à 48e 48e · Remplaçants · 16 Keven Mealamu 52e · 17 Ben Franks 38e · 18 Joe Moody 70e · 19 Steven Luatua · 20 Sam Cane 69e · 21 TJ Perenara · 22 Beauden Barrett 69e à 79e 63e · 23 Ryan Crotty 57e · Entraîneur · Steve Hansen |

## Statistiques

### Meilleurs marqueurs
| Rang | Joueur           | Équipe           | Essais |
| ---- | ---------------- | ---------------- | ------ |
| 1    | Julian Savea     | Nouvelle-Zélande | 4      |
| 2    | Michael Hooper   | Australie        | 3      |
| -    | Richie McCaw     | Nouvelle-Zélande | 3      |
| -    | Cornal Hendricks | Afrique du Sud   | 3      |

### Meilleurs réalisateurs
| Rang | Joueur          | Équipe           | Points | Essais | Transf. | Pén. | Drops |
| ---- | --------------- | ---------------- | ------ | ------ | ------- | ---- | ----- |
| 1    | Nicolás Sánchez | Argentine        | 52     | 0      | 5       | 14   | 0     |
| 2    | Bernard Foley   | Australie        | 43     | 0      | 5       | 11   | 0     |
| -    | Handré Pollard  | Afrique du Sud   | 43     | 2      | 6       | 6    | 1     |
| 4    | Aaron Cruden    | Nouvelle-Zélande | 37     | 0      | 5       | 9    | 0     |
| 5    | Beauden Barrett | Nouvelle-Zélande | 30     | 0      | 6       | 6    | 0     |

### Meilleurs plaqueurs
| Rang | Joueur          | Équipe           | Plaquages |
| ---- | --------------- | ---------------- | --------- |
| 1    | Richie McCaw    | Nouvelle-Zélande | 77        |
| 2    | Marcell Coetzee | Afrique du Sud   | 76        |
| 3    | Michael Hooper  | Australie        | 73        |
| 4    | Kieran Read     | Nouvelle-Zélande | 56        |
| -    | Sam Whitelock   | Nouvelle-Zélande | 56        |
| -    | Victor Matfield | Afrique du Sud   | 56        |

### Joueurs gagnant le plus de mètres ballon en main
| Rang | Joueur           | Équipe           | Mètres gagnés |
| ---- | ---------------- | ---------------- | ------------- |
| 1    | Julian Savea     | Nouvelle-Zélande | 597           |
| 2    | Israel Folau     | Australie        | 498           |
| 3    | Willie le Roux   | Afrique du Sud   | 455           |
| 4    | Israel Dagg      | Nouvelle-Zélande | 354           |
| 5    | Tevita Kuridrani | Australie        | 300           |

### Joueurs battant le plus de défenseurs
| Rang | Joueur           | Équipe           | Défenseurs battus |
| ---- | ---------------- | ---------------- | ----------------- |
| 1    | Israel Folau     | Australie        | 27                |
| 2    | Julian Savea     | Nouvelle-Zélande | 23                |
| 3    | Ben Smith        | Nouvelle-Zélande | 18                |
| 4    | Tevita Kuridrani | Australie        | 17                |
| 5    | Handré Pollard   | Afrique du Sud   | 14                |